# Lele (cantante)
Lele, pseudonimo di Raffaele Esposito (Pollena Trocchia, 23 dicembre 1996), è un cantautore italiano, vincitore del Festival di Sanremo 2017 nella sezione "Nuove proposte" con il brano Ora mai.

## Biografia

### 2015-2016:Amici 15eCostruire
Nato nel 1996, fin da piccolo Lele si avvicina alla musica e all'età di dodici anni entra al Conservatorio di San Pietro a Majella di Napoli, dove studia pianoforte. Suona anche la chitarra da autodidatta. Nel 2015 partecipa alla terza edizione del talent show The Voice of Italy nella squadra di J-Ax ma viene eliminato durante il 2º Live Show. L'anno seguente partecipa alla quindicesima edizione del talent Amici di Maria De Filippi entrando al serale nella squadra bianca di Emma ed Elisa. Lele approda alla finale del 25 maggio 2016 classificandosi quarto dietro i cantanti Sergio Sylvestre ed Elodie e il ballerino Gabriele Esposito.
Pochi giorni dopo la finale del programma, il 27 maggio, pubblica il suo primo album Costruire che comprende brani inediti e cover cantate all'interno del talent. L'album entra in classifica, raggiungendo la terza posizione. In seguito alla pubblicazione dell'album, intraprende un instore tour, esibendosi live. Durante l'estate partecipa a diversi eventi musicali, quali il Summer Festival, il Festival Show e l'evento Radio Bruno. Nell'autunno 2016 è stato artista d'apertura per vari artisti musicali. Per Emma Marrone ha aperto i concerti del 28 settembre ad Ancona, il 6 ottobre a Pescara, il 14 ottobre a Conegliano e il 15 ottobre a Padova. Per Elisa ha aperto l'On Tour il 19 e 20 novembre (Roma), il 25 e 26 novembre (Milano) e il 3 dicembre (Napoli). L'8 dicembre 2016, durante una diretta sul suo profilo Facebook, ha annunciato l'uscita del nuovo singolo L'ho voluto io (Alternative Version), terzo estratto dal suo album di esordio.

### 2016-2020: Festival di Sanremo 2017 eBlack Love Parthenope
Il 7 novembre 2016 annuncia la sua partecipazione al programma Sarà Sanremo, dove concorre insieme ad altri 11 cantanti per l'accesso al Festival di Sanremo. Il 25 gennaio 2017 Lele è stato ospite del concerto a Roma dei La Rua. Hanno cantato insieme anche ad Elodie La sera dei miracoli di Lucio Dalla. Nel febbraio 2017 partecipa al Festival di Sanremo 2017 nella sezione "Nuove proposte" vincendo con il brano Ora mai. Il brano entra a far parte della riedizione del suo album di debutto intitolato Costruire 2.0, pubblicato il 10 febbraio 2017 con la Sony Music, che comprende 12 tracce inedite, tutte scritte o co-scritte dallo stesso Lele, che inizia il Costruire 2.0 Instore Tour.
In febbraio vengono annunciate le prime date del Costruire 2.0 Live tour. Il 4 aprile Lele annuncia il secondo singolo estratto da Costruire 2.0, Così com'è, in rotazione radiofonica dal seguente 7 aprile. Il 5 aprile Mario Volanti, direttore di Radio Italia, annuncia la sua partecipazione all'evento Radio Italia Live del 18 giugno presso Piazza del Duomo a Milano. Inoltre il 15 maggio è annunciata la sua presenza come ospite speciale insieme a Chiara dell'anteprima del tour di Michele Bravi, Anime di carta Tour, il 20 maggio a Milano. Il 26 maggio viene premiato a Pomigliano d'Arco per la sua vittoria a Sanremo, mentre il giorno seguente prende parte ai TIM MTV Awards a Roma.
Il 15 giugno 2018 Lele pubblica il singolo inedito Giungla, seguito nel 2019 dal secondo album Black Love Parthenope. Il 14 gennaio 2020 è uscita la webserie 4 on the Boat, in cui Lele tratta argomenti di tipo sociale.

## Discografia

### Album in studio
- 2016 – Costruire
- 2019 – Black Love Parthenope

### Singoli
- 2016 – La strada verso casa
- 2016 – Through This Noise
- 2016 – L'ho voluto io
- 2017 – Ora mai
- 2017 – Così com'è
- 2018 – Giungla
- 2022 – Chiuso

## Videografia

### Video musicali
- 2016 – Through This Noise
- 2016 – L'ho voluto io
- 2017 – Ora mai
- 2017 – Così com'è
- 2018 – Giungla

## Brani musicali scritti per altri artisti
- 2020 – Luce e cenere per Jacopo Ottonello (dall'EP Colori)
- 2020 – E invece per Jacopo Ottonello (dall'EP Colori)
- 2020 – Se parlo di te per Jacopo Ottonello (dall'EP Colori)
- 2021 – In due minuti per Marco Mengoni (dall'album Materia (Terra))
- 2022 – L'una di notte per Mydrama
- 2023 – Stelle per Annalisa (dall'album E poi siamo finiti nel vortice)
- 2023 – Venere/Venus per Laura Pausini (dall'album Anime parallele)
- 2024 – Sexy magica per Sarah Toscano (dall'EP Sarah)
- 2024 – Roulette per Sarah Toscano (dall'EP Sarah)
- 2025 – Dove ti trovi tu per Antonia (dall'EP Relax)
- 2025 – Romantica per Antonia (dall'EP Relax)
- 2025 – L'ultima canzone per Selmi e Chiamamifaro

## Tournée
- 2017 – Costruire 2.0 Live tour

## Programmi televisivi
- Amici di Maria De Filippi 15 (Canale 5, 2015-2016) - concorrente

## Partecipazioni a manifestazioni canore
- Festival di Sanremo (Rai 1)
  - 2017 – 1º posto sezione "Nuove proposte" con Ora mai
- Sanremo Giovani (Rai 1)
  - 2016 – Finalista con Ora mai

## Riconoscimenti
- Festival di Sanremo
  - 2017 – Primo classificato della 67ª edizione con Ora mai, sezione "Nuove proposte"[9]